# Graeme Dott
Graeme Dott (ur. 12 maja 1977) – szkocki snookerzysta, mistrz świata z 2006. Plasuje się na 32. miejscu pod względem zdobytych setek w profesjonalnych turniejach, w sierpniu 2025 miał ich łącznie 271. Obecnie (sezon 2019/2020) na pozycji 21 na światowej liście rankingowej.

## Kariera
Po zdobyciu amatorskiego tytułu mistrza Wielkiej Brytanii do lat 19 (UK Under-19) w 1992 i amatorskiego tytułu mistrza Szkocji (Scottish Amateur) w 1993 Graeme Dott w 1994 rozpoczął karierę profesjonalnego snookerzysty.
Doszedł do finałów rozgrywek: Regal Scottish (1999, przegrał ze Stephenem Hendrym), British Open (2001, porażka w finale z Johnem Higginsem), mistrzostw świata (2004, przegrana z Ronniem O’Sullivanem) oraz Malta Open (2005, porażka z Hendrym). W 2006 odniósł zwycięstwo w snookerowych mistrzostwach świata. W 2007 wygrał turniej China Open pokonując Jamiego Cope’a 9-5. Brał udział w polskim pokazowym turnieju Warsaw snooker Tour, w którym doszedł do półfinału, po pokonaniu w pierwszej rundzie Krzysztofa Wróbla 4-0. W półfinale jednak przegrał z wicemistrzem świata Markiem Selbym 1-5.
Zdobycie tytułu mistrza świata 2006 jest największym sukcesem w karierze Dotta; pokonał w turnieju m.in. Neila Robertsona i Ronniego O’Sullivana, a w finale Petera Ebdona 18:14. Rok później nie obronił tytułu: odpadł w pierwszej rundzie z o wiele niżej notowanym Ianem McCullochem. Mecz zakończył się wynikiem 10:7 dla Anglika. Szkot zaprezentował w tym pojedynku bardzo słabą formę – jego skuteczność wbić była na poziomie 86% – wielokrotnie mylił się też na odstawnych i prezentował bardzo słabe rozbicia, po których McCulloch od razu budował breaki.
W turnieju British Open 1999 osiągnął break maksymalny – 147 punktów. Od 2001 jest klasyfikowany w czołowej trzydziestce snookerowego rankingu światowego.
W lipcu 2008 wygrał w Berlinie turniej zaliczany do World Series of Snooker. W finale pokonał Shauna Murphy’ego 6:1.
W sezonie 2008/2009 Dott złamał nadgarstek i pauzował przez to aż do turnieju Masters.
W 2010 roku został wicemistrzem świata po pokonaniu kolejno: Petera Ebdona 10-5, Stephena Maguire’a 13-6, Marka Allena 13-12 i Marka Selby’ego 17-14. W finale uległ Neilowi Robertsonowi 13:18.
9 kwietnia 2025 został zawieszony przez World Professional Billiards and Snooker Association w związku ze nadchodzącą sprawą sądową.